# Sporobolus distichivaginatus
Sporobolus distichivaginatus là một loài thực vật có hoa trong họ Hòa thảo. Loài này được R.W.Pohl miêu tả khoa học đầu tiên năm 1992.